# 金雷夏
金雷夏（韓語：김뢰하，1965年11月15日—），韓國男演員。

## 演出作品

### 電視劇
- 2006年：MBC《我人生的Special》
- 2006年：SBS《戀人》飾演 昌培
- 2007年：SBS《錢的戰爭》
- 2007年：SBS《遇上完美鄰居的方法》飾演 姜警官
- 2008年：SBS《一枝梅》飾演 司泉
- 2009年：KBS《傳說的故鄉》飾演 吳子英
- 2009年：KBS《男人的故事》
- 2009年：SBS《吞噬太陽》
- 2010年：KBS《戰友》飾演 朴一權
- 2011年：MBC《夥伴》
- 2011年：KBS《公主的男人》飾演 趙錫周
- 2011年：CGV《殺手K》
- 2011年：MBC《光與影》飾演 趙太秀
- 2012年：KBS《田禹治》飾演 幕介
- 2014年：KBS《感激時代：鬪神的誕生》飾演 申加占
- 2013年：MBC《閃耀的羅曼史》飾演 羅奉八
- 2015年：MBC《輝煌或瘋狂》飾演 殷川
- 2015年：SBS《深夜食堂》飾演 哲民
- 2016年：SBS《大撲》飾演 老鬼
- 2017年：OCN《Voice》飾演 南尚泰
- 2017年：SBS《悄悄話》飾演 白尚九
- 2018年：SBS《如果是她的話》飾演 金成浩
- 2021年：tvN《The Road：1的悲劇》飾演 黃泰燮
- 2022年：Disney+《地下菁英》飾演 車慶德
- 2022年：Disney+《Connect：連瞳》飾演 崔道勳

### 電影
- 1998年：《女高怪談》
- 2003年：《殺人回憶》
- 2003年：《拯救綠色星球！》
- 2004年：《孟父三遷之教》
- 2005年：《甜蜜的人生》
- 2006年：《淫亂書生》
- 2006年：《孔畢斗》
- 2006年：《駭人怪物》
- 2007年：《野蠻黑道拗飯店》
- 2007年：《生人解剖》
- 2008年：《Radio Days》
- 2009年：《鄭勝必失蹤事件》
- 2010年：《小小蓮池》
- 2011年：《藍鹽》
- 2012年：《人類滅亡報告書》
- 2014年：《Monster》
- 2014年：《The Stone》
- 2016年：《特別搜查:囚犯的信》
- 待定：《禁止停车》[1]

## 外部連結
- NAVER （页面存档备份，存于）